# Subdivisões da Maurícia
Os distritos são subdivididos em municípios:
Divisões administrativas

Distritos da Maurícia numerados

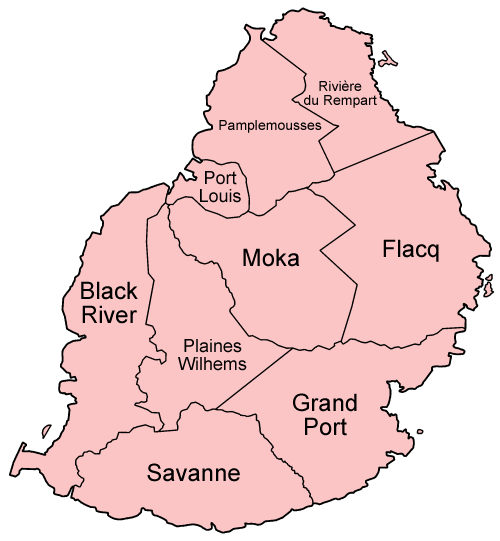
Distritos da Maurícia

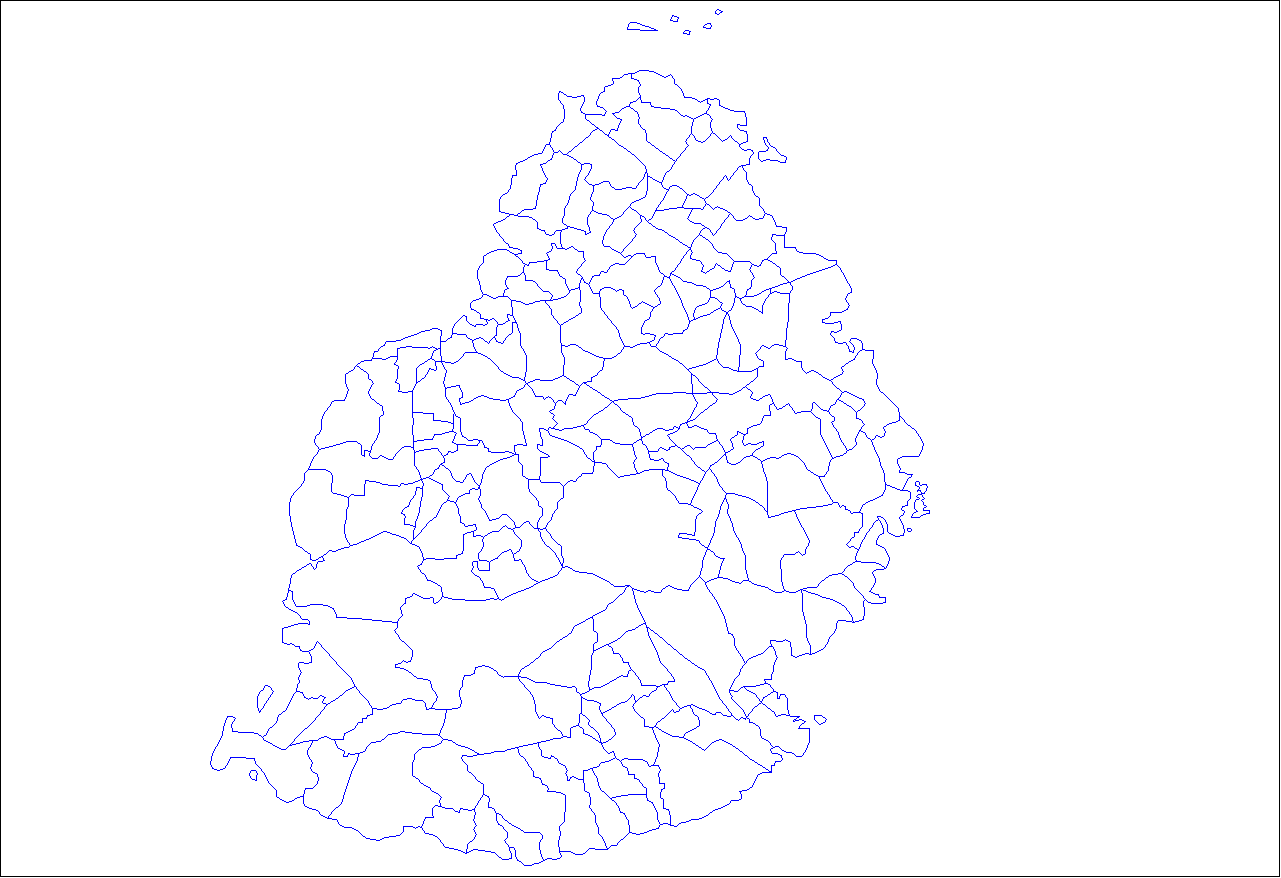
Municípios da Maurícia

O Governo local tem nove divisões administrativas, com conselhos municipais e de vilas nas áreas urbanas e conselhos distrital e de aldeias nas áreas rurais. A ilha de Rodrigues forma a 
décima divisão administrativa do país. Outras dependências são ilhas Agalega e Cargados Carajos Shoals. As divisões são Black River, Flacq, Grand Port, Moka, Pamplemousses, Plaines Wilhems, Port Louis, Riviere du rempart e Savanne.
As Ilhas Maurício estão divididas em 9 distritos, e três dependências. A tabela abaixo indica a legenda no mapa, bem como o código ISO 3166:2-MU correspondente. (Notar que alguns códigos dizem respeito a cidades.)
| Legenda | ISO   | Subdivisão            | Tipo        | Capital         |
| ------- | ----- | --------------------- | ----------- | --------------- |
| 1       | MU-BL | Black River           | distrito    | Tamarin         |
| 2       | MU-FL | Flacq                 | distrito    | Centre de Flacq |
| 3       | MU-GP | Grand Port            | distrito    | Mahébourg       |
| 4       | MU-MO | Moka                  | distrito    | Moka            |
| 5       | MU-PA | Pamplemousses         | distrito    | Triolet         |
| 6       | MU-PW | Plaines Wilhems       | distrito    | Rose Hill       |
| 7       | MU-PL | Port Louis            | distrito    | Port Louis      |
| 8       | MU-RR | Rivière du Rempart    | distrito    | Poudre d'Or     |
| 9       | MU-SA | Savanne               | distrito    | Souillac        |
| —       | MU-AG | Agalega               | dependência | —               |
| —       | MU-CC | Cargados Carajos      | dependência | —               |
| —       | MU-RO | Rodrigues             | dependência | Port Mathurin   |
| —       | MU-BR | Beau Bassin-Rose Hill | cidade      | —               |
| —       | MU-CU | Curepipe              | cidade      | —               |
| —       | MU-PU | Port Louis            | cidade      | —               |
| —       | MU-QB | Quatre Bornes         | cidade      | —               |
| —       | MU-VP | Vacoas-Phoenix        | cidade      | —               |